# Космос-1660
Космос-1660 је један од преко 2400 совјетских вјештачких сателита лансираних у оквиру програма Космос.
Космос-1660 је лансиран са космодрома Плесецк, СССР, 14. јуна 1985. Ракета-носач Ф-2 је поставила сателит у орбиту око планете Земље. Маса сателита при лансирању је износила 600 килограма. Космос-1660 је био геодетски сателит.